# Парламентские выборы в Великобритании (1983)
Парламентские выборы в Великобритании 1983 года прошли 9 июня. Консерваторы под руководством Маргарет Тэтчер ещё более укрепили свои позиции, получив 58 дополнительных мандатов, а лейбористы потерпели серьёзное поражение, потеряв 60 мандатов. Таким образом, разрыв между правящими консерваторами и лейбористами увеличился до 188 мандатов.

## Предвыборная кампания
Главной проблемой Великобритании стала безработица: число безработных достигло 3 миллионов человек. Поскольку это резкое увеличение связывалось с действиями правительства Маргарет Тэтчер, победа консерваторов многими считалась сомнительной. В то же время, Фолклендский конфликт, эскалация которого для защиты британских интересов была решительно поддержана Тэтчер, поправил положение Консервативной партии.
- Консервативная партия обещала продолжить начатые реформы, в том числе и весьма непопулярные. Однако избиратели надеялись[источник не указан 4439 дней], что Тэтчер несколько смягчит свою позицию по наиболее болезненным вопросам, включая приватизацию убыточных государственных предприятий и снижение дотаций оставшимся в госсобственности предприятиям.
- Лейбористская партия, возглавляемая лидером левого крыла лейбористов Майклом Футом, пришла к выборам ослабленной. Часть влиятельных лейбористов («банда четырёх» — Рой Дженкинс, Дэвид Оуэн, Билл Роджерс и Ширли Вильямс, а также Роберт Макленнан) вышли из лейбористской партии и основала Социал-демократическую партию. Кроме того, лейбористы предлагали свои традиционные лозунги: увеличение государственных расходов, восстановление государственного сектора в прежнем объёме и увеличение налога на богатых.
- Либеральная партия выступила на выборах вместе с Социал-демократической партией.

## Результаты выборов
| Партия                                        | Лидер                     | Голосов    | %    | Мест | Δ    |
| --------------------------------------------- | ------------------------- | ---------- | ---- | ---- | ---- |
| Консервативная партия                         | Маргарет Тэтчер           | 13 012 316 | 42,4 | 397  | ▲ 37 |
| Лейбористская партия                          | Майкл Фут                 | 8 456 934  | 27,6 | 209  | ▼ 51 |
| Либеральная партия — СДП                      | Дэвид Стил — Рой Дженкинс | 7 780 949  | 25,4 | 23   | ▲ 14 |
| Шотландская национальная партия               | Гордон Вильсон            | 331 975    | 1,1  | 2    | ▬    |
| Партия Уэльса                                 | Дэвид Уигли               | 125 309    | 0,4  | 2    | ▬    |
| Шинн Фейн                                     | Джерри Адамс              | 102 701    | 0,3  | 1    | ▲ 1  |
| Ольстерская юнионистская партия               |                           | 259 952    | 0,8  | 11   | ▲ 2  |
| Демократическая юнионистская партия           | Иан Пейсли                | 152 749    | 0,5  | 3    | ▲ 2  |
| Социал-демократическая и лейбористская партия |                           | 137 012    | 0,4  | 1    | ▼ 1  |
| Ольстерская народная юнионистская партия      | Джеймс Килфеддер          | 22 861     | 0,1  | 1    | ▲ 1  |
| Британский национальный фронт                 |                           | 27 065     | 0,1  | 0    |      |
| Коммунистическая партия                       | Гордон Макленнан          | 11 606     | 0,1  | 0    |      |

После выборов избирательный округ Аккрингтон был расформирован и передан новосозданному округу Хайндберн.